# Ponte romano

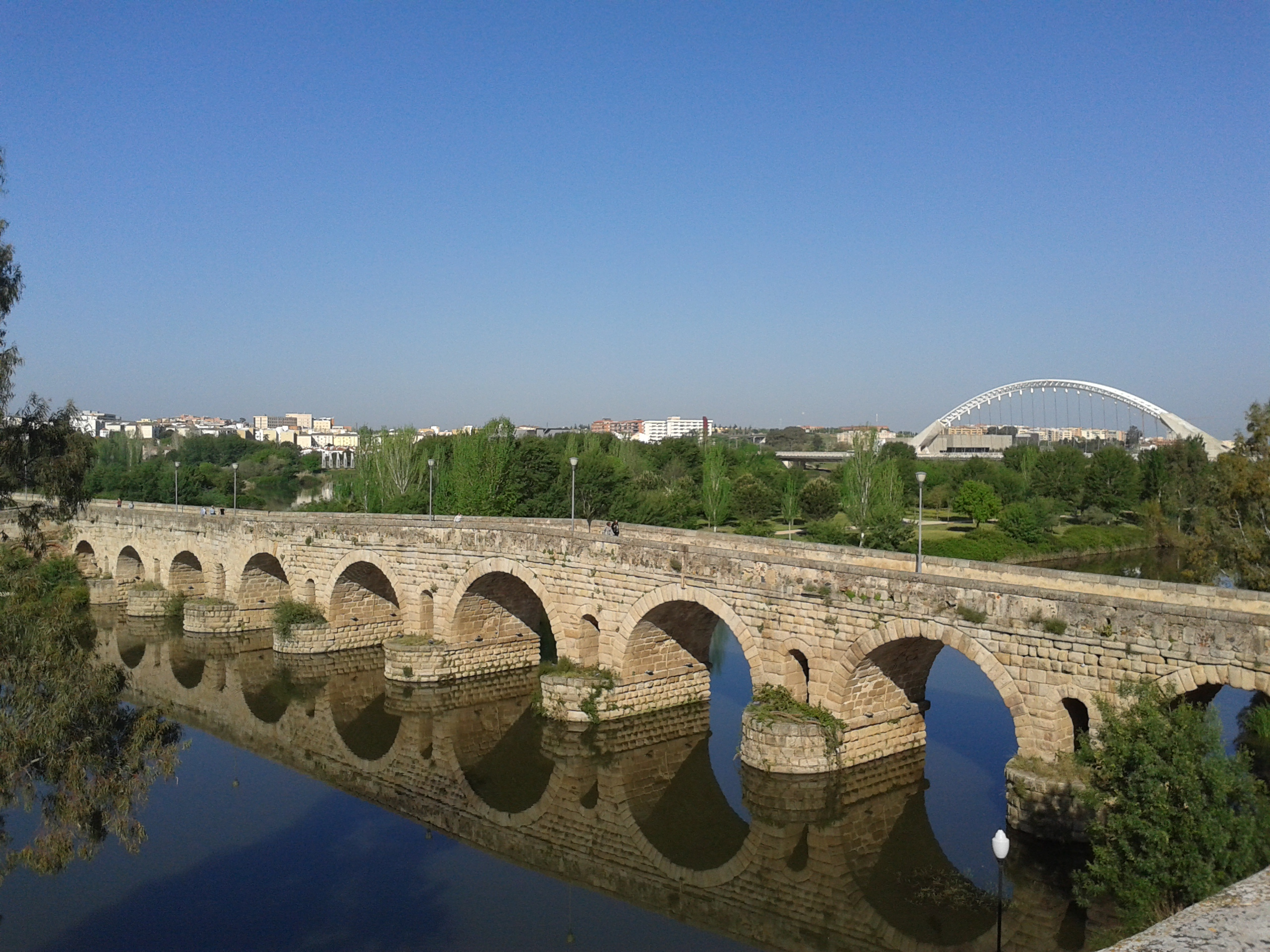
Il Ponte romano di Merida è il più lungo ponte romano superstite

I ponti romani sono quelli realizzati dagli antichi romani durante tutta l'epoca della loro storia, cioè dalla fondazione di Roma nel 753 a.C. fino alla caduta dell'Impero romano d'Occidente nel 476. Quelli romani furono tra i primi grandi e duraturi ponti mai costruiti. I Romani resero sacra la ars pontificia, l'arte di costruire ponti, tanto che il più alto grado sacerdotale era quello del Pontifex maximus, magistrato che si occupava anche della costruzione dei ponti.
Secondo una lista stilata nel 1995 da Vittorio Galliazzo dell'università Ca' Foscari i ponti romani conosciuti sono circa 900 nelle provincie dell'Impero, e molte di queste strutture sono ancora integre e in uso.

## Storia
Il più antico ponte in pietra romano costruito a Roma è il Pons Aemilius, costruito nel 142 a.C.. Il più esteso fu quello di Traiano, costruito sopra il basso corso del Danubio. Fu realizzato da Apollodoro di Damasco, con grandi piloni di pietra che sostenevano una passerella di legno. Rimase per oltre un millennio il ponte più lungo mai costruito, sia in lunghezza che in larghezza.

## Tecnica costruttiva
La tecnica costruttiva non fu unica, ma frutto di una evoluzione durata centinaia di anni: furono realizzati in pietra e utilizzavano l'arco portante come struttura di base, evoluzione rispetto ai Greci che non lo utilizzavano in maniera diffusa.
I ponti romani erano realizzati con materiali non deperibili, come la pietra al posto del calcestruzzo, e non avevano metallo nelle strutture portanti, al contrario del cemento armato: la carbonatazione del cemento, una reazione chimica provocata dal contatto con l'anidride carbonica, provoca fessurazioni nella struttura nelle quali può penetrare l'acqua, facendo perdere le proprietà elastiche.
Il procedimento costruttivo prevedeva la deviazione del corso d'acqua tramite palizzate e dighe, seguito dallo scavo per raggiungere la roccia su cui fondare i piloni. Si alzava una struttura lignea semicircolare detta centina su cui appoggiare i conci. Si utilizzavano quindi delle gru per posizionarvi sopra le pietre per formare le due metà di un arco che sarebbero infine state unite dalla chiave di volta. Le pietre potevano essere collegate fra loro per mezzo di malta.
La maggior parte dei ponti si elevavano per oltre 60 piedi sopra il livello dell'acqua.